# Golden Princess (Schiff)
Die Golden Princess ist eine Schnellfähre der griechischen Reederei Golden Star Ferries. Die Fähre wurde ursprünglich als Gotlandia II von der schwedische Reederei Destination Gotland eingesetzt.

## Geschichte
Die am 14. Juni 2004 bestellte Fähre wurde unter der Baunummer 6128 auf der italienischen Werft Fincantieri als Gotlandia II für die schwedische Reederei Gotlandsbolaget gebaut. Die Kiellegung fand am 28. Februar, das Aufschwimmen im Dock am 30. Dezember 2005 am Werftstandort in Riva Trigoso statt. Ausgerüstet wurde das Schiff in Muggiano, La Spezia. Die Fertigstellung erfolgte am 25. Mai 2006. In den Bau der Fähre flossen die mit der Anfang 1999 fertiggestellten Gotland gemachten Erfahrungen ein.
Die Fähre wurde im Sommer 2006 von der Reederei Destination Gotland auf der Fährverbindung zwischen Nynäshamn bzw. Oskarshamn und Visby auf Gotland in Dienst gestellt, auf der sie bis 2018 in der Sommersaison (April bis Oktober) üblicherweise verkehrte. Die Gotlandia II wurde auf der Fährverbindung durch die beiden Neubauten des Typs SF 1650 ersetzt und daher in der Sommersaison 2019 von Destination Gotland zwischen Västervik und Visby eingesetzt. Aufgrund der COVID-19-Pandemie wurde der Verkehr im Folgejahr nicht wieder aufgenommen. Das Schiff blieb aufgelegt. Im Sommerhalbjahr der Jahre 2021 und 2022 wurde die Fähre zeitweise als Ersatzschiff im Fährverkehr nach Visby eingesetzt. Im März 2023 wurde das Schiff an die griechische Reederei Golden Star Ferries für den Fährverkehr in der Ägäis verkauft. Neuer Name des Schiffes wurde Golden Princess.

## Technische Daten und Ausstattung
Die Fähre wird von vier MAN-Dieselmotoren des Typs 20RK280 mit zusammen 36.000 kW Leistung angetrieben. Die Motoren wirken über Untersetzungsgetriebe auf vier Wasserstrahlantriebe. Das Schiff ist mit zwei elektrisch angetriebenen Bugstrahlrudern ausgestattet. Für die Stromerzeugung stehen drei von MAN-Dieselmotoren des Typs D2842LE mit zusammen 1596 kW Leistung angetriebene Generatoren zur Verfügung. Weiterhin wurde ein von einem MAN-Dieselmotor des Typs D2866LE angetriebener Notgenerator verbaut. Die Motoren sind zur Reduktion von Stickoxiden mit SCR-Katalysatoren ausgerüstet.
Das Schiff verfügt über zwei Fahrzeugdecks, Deck 3 und Deck 4. Deck 3 auf dem Hauptdeck ist über zwei Heckrampen zugänglich, Deck 4 über Rampen im Schiff. Die Fähre kann 160 Pkw befördern. Oberhalb der Fahrzeugdecks befinden sich zwei weitere Decks, Deck 5 und Deck 6, unter anderem mit den Einrichtungen für die Passagiere. Neben mehreren Bereichen mit Sitzplätzen für die Passagiere auf beiden Decks befinden sich auf Deck 5 unter anderem noch ein Selbstbedienungsrestaurant und ein kleiner Laden sowie auf Deck 6 ein Café. Oberhalb von Deck 6 befindet sich im vorderen Bereich der Fähre die Brücke.

## Sonstiges
Das Schiff wurde bei Destination Gotland zusammen mit der etwas kleineren Gotlandia als Typ SF 700 geführt.